# Webb (Misisipi)
Webb es un pueblo del Condado de Tallahatchie, Misisipi, Estados Unidos. Según el censo de 2000 tenía una población de 587 habitantes y una densidad de población de 527.1 hab/km².

## Demografía
Según el censo de 2000, había 587 personas, 225 hogares y 135 familias residiendo en la localidad. La densidad de población era de 527,1 hab./km². Había 251 viviendas con una densidad media de 225,4 viviendas/km². El 35,09% de los habitantes eran blancos, el 61,33% afroamericanos, el 2,04% asiáticos y el 1,53% pertenecía a dos o más razas. El 0,85% de la población eran hispanos o latinos de cualquier raza.
Según el censo, de los 225 hogares en el 26,2% había menores de 18 años, el 33,3% pertenecía a parejas casadas, el 20,9% tenía a una mujer como cabeza de familia y el 40,0% no eran familias. El 35,6% de los hogares estaba compuesto por un único individuo y el 14,7% pertenecía a alguien mayor de 65 años viviendo solo. El tamaño promedio de los hogares era de 2,61 personas y el de las familias de 3,47.
La población estaba distribuida en un 26,1% de habitantes menores de 18 años, un 12,9% entre 18 y 24 años, un 26,4% de 25 a 44, un 18,6% de 45 a 64 y un 16,0% de 65 años o mayores. La media de edad era 35 años. Por cada 100 mujeres había 95,7 hombres. Por cada 100 mujeres de 18 años o más, había 96,4 hombres.
Los ingresos medios por hogar en la localidad eran de 25.000 dólares ($) y los ingresos medios por familia eran 29.063 $. Los hombres tenían unos ingresos medios de 26.500 $ frente a los 23.125 $ para las mujeres. La renta per cápita para la ciudad era de 12.272 $. El 26,6% de la población y el 16,2% de las familias estaban por debajo del umbral de pobreza. El 39,4% de los menores de 18 años y el 26,1% de los habitantes de 65 años o más vivían por debajo del umbral de pobreza.

## Geografía
Según la Oficina del Censo de los Estados Unidos, la localidad tiene un área total de 1,1 km², todos ellos correspondientes a tierra firme.